# Daisy (松田聖子のアルバム)
『Daisy』（デイジー）は、松田聖子通算51枚目のオリジナル・アルバム。2017年6月7日発売。発売元はEMI Records。

## 解説
往年のジャズ楽曲カバー・アルバム『SEIKO JAZZ』の発売を経て前作の『Shining Star』から1年ぶりの新作はX JAPANのYOSHIKIが楽曲を手がけ、TBSテレビ系ドラマ「せいせいするほど、愛してる」の主題歌となった『薔薇のように咲いて 桜のように散って』、「HILLS AVENUE」のCMソング『今を愛したい』を収録。

## 収録曲
全作詞・作曲：松田聖子（10のみ作詞・作曲：YOSHIKI）
1. 春の風誘われて 〜Spring has come again〜
  - 編曲：野崎洋一
2. 友達で恋人がIt’s a wonderful♡〜Shake it!! Baby〜
  - 編曲：野崎洋一
3. 今を愛したい
  - 編曲：野崎洋一
  - シューズブランド「HILLS AVENUE」CMソング
4. あなたへの愛
  - 編曲：松本良喜
5. 私・・恋してる
  - 編曲：松本良喜
6. 私の明日へ
  - 編曲：野崎洋一
7. 「ごめんね」なんて言わないで
  - 編曲：野崎洋一
8. あなた propose tonight☆
  - 編曲：野崎洋一
9. Daisyを君に
  - 編曲：野崎洋一
10. 薔薇のように咲いて 桜のように散って
  - 編曲：YOSHIKI
  - TBSテレビ系ドラマ「せいせいするほど、愛してる」主題歌

### DVD（初回限定盤Aのみ）
1. 春の風誘われて 〜Spring has come again〜 (Music Clip)
2. 薔薇のように咲いて 桜のように散って (Music Clip)